# Tennistoernooi van Rome 2001
|                                            |  |                                       |
| Juan Carlos Ferrero, winnaar bij de mannen |  | Jelena Dokić, winnares bij de vrouwen |

Het tennistoernooi van Rome van 2001 werd van 7 tot en met 20 mei 2001 gespeeld op de gravelbanen van het Foro Italico in de Italiaanse hoofdstad Rome. De officiële naam van het toernooi was Tennis Masters Roma.
Het toernooi bestond uit twee delen:
- ATP-toernooi van Rome 2001, het toernooi voor de mannen, van 7 tot en met 13 mei
- WTA-toernooi van Rome 2001, het toernooi voor de vrouwen, van 14 tot en met 20 mei

ATP-toernooi van Rome – WTA-toernooi van Rome

1990 · 1991 · 1992 · 1993 · 1994 · 1995 · 1996 · 1997 · 1998 · 1999 · 2000 · 2001 · 2002 · 2003 · 2004 · 2005 · 2006 · 2007 · 2008 · 2009 · 2010 · 2011 · 2012 · 2013 · 2014 · 2015 · 2016 · 2017 · 2018 · 2019 · 2020 · 2021 · 2022 · 2023 · 2024